# 東昇體育會

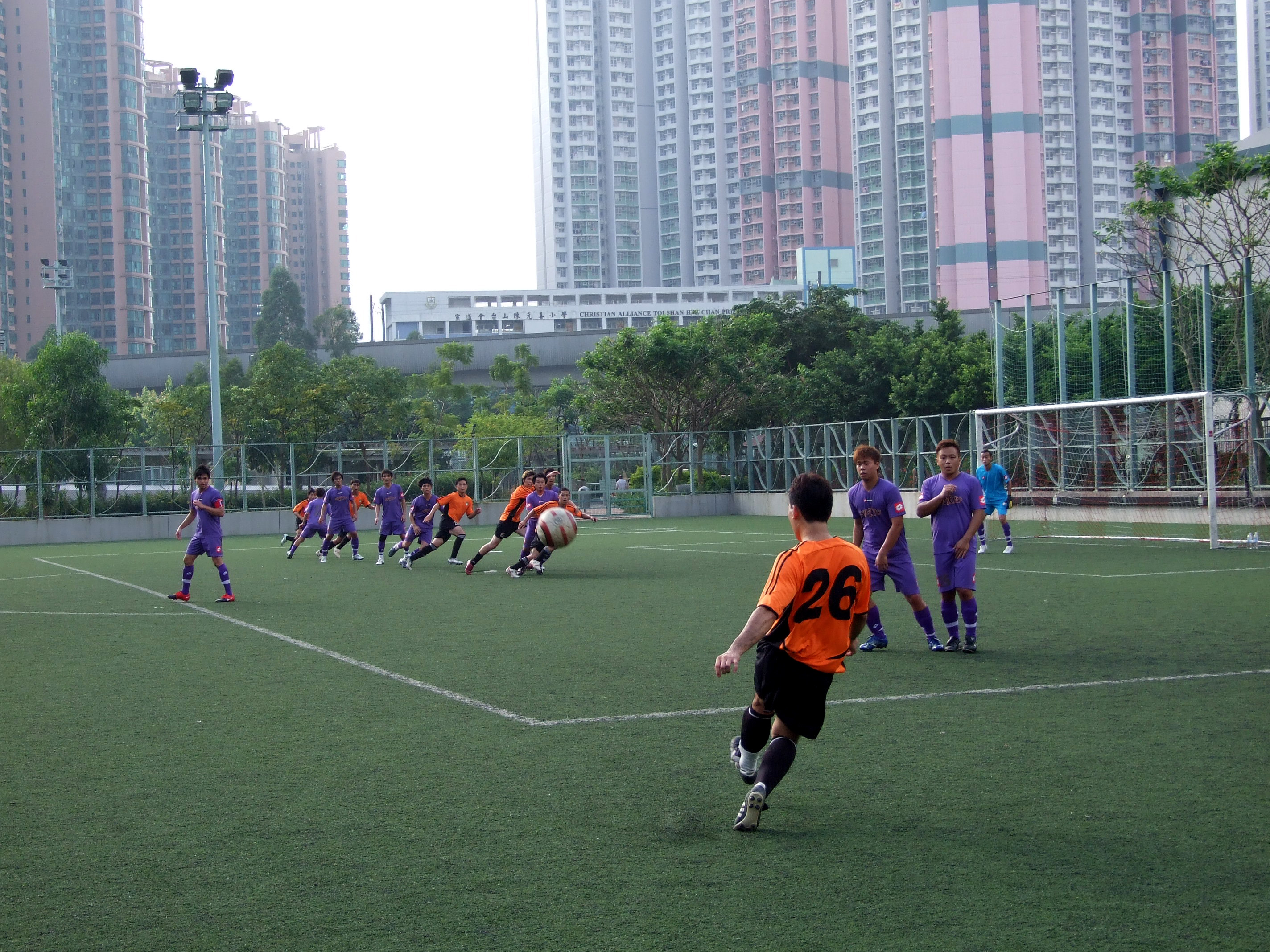
東昇對五一七

東昇體育會（英文：Tung Sing Athletic Association），是香港一支足球隊，由亞細亞油站老闆謝日昇創辦，已故香港足球總會會長霍英東於1965年入閣支持組織成巨型班，故球隊亦稱「御林軍」，球衣代表顏色為橙色。現任會長為霍英東長子霍震霆的次子霍啟山。2015–16年度球季，奪得乙組聯賽冠軍，升班至甲組聯賽。2024–25年度球季，再度奪得乙組聯賽冠軍，第二次升班至甲組聯賽

## 歷史
由亞細亞油站老闆謝日昇創立於1959年，1961–62年度，東昇獲得香港乙組足球聯賽及初級組銀牌雙料冠軍，首次升上甲組作賽。不過，1962–63年度，在甲組聯賽名列包尾，只角逐了一季便降回乙組。
1963–64年度，東昇再次獲得乙組聯賽冠軍，立即回升甲組。1964–65年度，東昇在甲組聯賽名列尾二，惟因乙組亞軍怡和放棄升班，東昇獲准留級，並獲得富商霍英東入閣支持組織巨型班，由於霍英東是香港足球總會會長，故球隊有「御林軍」之稱。
自此至1970年代尾，東昇成為香港甲組足球聯賽一支實力分子，經常位居聯賽榜前列，著名球星胡國雄亦是在東昇展開甲組球員生涯。1972–73年度球季，東昇獲得甲組聯賽季軍，是該隊至今在甲組最佳成績。
1974年，霍英東以7,000元月薪高薪向南華挖角，邀得「亞洲鋼門」仇志強離開南華轉投東昇，引起香港球壇一陣哄動。
東昇在盃賽亦有不俗成績，曾獲得一次金禧盃亞軍、兩次銀牌亞軍、一次香港足總盃亞軍及一次總督盃亞軍，卻始終與主要錦標無緣，只曾於1976-77年及1977-78年度球季，兩次贏過由聯賽四強進行單循環角逐的會長盃冠軍。
踏入1980年代，霍英東將東昇交由長子霍震霆管理，斥資引入包連奴、施路華等外援，但是由於其他球隊也同時大幅提升實力，所以東昇的成績未見突出。於1985–86年度，金利來集團主席曾憲梓入閣擔任主席，東昇亦放棄巴西外援，改邀前中國國家足球隊國腳歐偉庭、劉利福助陣，在全季18場聯賽，成績1勝3和14負只得5分，位列包尾宣告降班，至今未能重返頂級聯賽。

## 球隊近況
香港足球總會於2012–13年度球季，重組丙組聯賽，並復辦丁組聯賽。東昇在上一屆香港丙組(甲)聯賽名列第15名，故需降落丁組聯賽作賽。
2014–15年度球季，香港超級聯賽成立，原丁組聯賽改組成丙組聯賽。東昇與車路士足球學校負責人山度士合作，引入陳樹明、鄭皓文、鍾健希、梁承傑、鮑家耀、岑國培、潘嘉明等前甲組球員助陣，結果贏得改制後首屆香港丙組聯賽冠軍，並升上乙組聯賽角逐。
2015–16年度球季，東昇以16勝3和3負得51分成績，獲得乙組聯賽冠軍，得以升上甲組聯賽。
2017–18年度球季，東昇以6勝5和19負得23分成績，得第14位，依例降落乙組聯賽。
2018–19年度球季，東昇雖然乙組作賽，但依然簽一些具有乙組實力的球員作賽。包括龍門陸駿裕、中堅賴文飛、中場阮健文、翼鋒崔子棋。
2019–20年度球季，球隊放棄全部上賽季簽入的球員，所有球員都是全新加盟，而且大部分都是名不見經傳的球員，季初更以6戰1和5負排包尾，但簽入前港隊教練甄力健後及時反彈，最終半季以13戰6勝1和6負得19分成績升上第5位。由於休季時Covid-19爆發，球季最終腰斬，未能完成下半季，因此該球季球隊最終排名為第5位。
2020-21年度球季，東昇留用上季大部分球員，簽入數名有潛質的U22球員外，更簽入一些具級數球員增強實力，包括中場陳漢興、蔡汶渏及中堅杜瑋鴻，結果獲得冠軍。
2021一22年度球季，簽入中堅蘇偉泉。
2022一23年度球季，大部分球員轉會，包括中場陳漢興，中堅杜瑋鴻及蘇偉泉。

## 球員名單
| 號碼   | 國籍   | 球員名字                  | 出生日期       | 加盟年份 | 前屬球會 |
| 守門員 | 守門員 | 守門員                    | 守門員         | 守門員   | 守門員   |
| ------ | ------ | ------------------------- | -------------- | -------- | -------- |
| --     | 香港   | 范浩然（Fan Ho Yan）      | 1995年11月8日  | 2016年   | 愉園     |
| 後衛   |        |                           |                |          |          |
| --     | 香港   | 吳昊鵬（Wu Haopeng）      | 1985年2月14日  | 2016年   | 和富大埔 |
| --     | 香港   | 劉浚禧（Lau Tsun Hei）    | 1991年9月27日  | 2016年   | 東區     |
| --     | 香港   | 梁承傑（Leung Shing Kit） | 1971年8月10日  | 2014年   | 自由身   |
| --     | 香港   | 陳韶遠（Chan Siu Yuen）   | 1987年11月2日  | 2016年   | 花花     |
| 中場   |        |                           |                |          |          |
| --     | 香港   | 詹國威                    | 1989年1月16日  | 2016年   | 愉園     |
| --     | 香港   | 張君樂                    | 1994年12月26日 | 2016年   | 東區     |
| --     | 香港   | 劉振忠                    | 1989年10月31日 | 2016年   | 東區     |
| --     | 香港   | 郭沛宏（Kwok Pui Wang）   | 1994年5月9日   | 2016年   | 東區     |
| --     | 香港   | 蘇耀文（So Yiu Man）      | 1977年11月9日  | 2016年   | 東區     |
| --     | 香港   | 鄧穎康                    |                | 2015年   |          |
| --     | 香港   | 徐啟然                    | 1988年7月18日  | 2015年   |          |
| --     | 香港   | 何中柱                    | 1988年6月12日  | 2016年   | 九龍城   |
| --     | 香港   | 陳楚瑋                    | 1988年4月23日  | 2016年   | 九龍城   |
| --     | 香港   | 楊子（Yeung Tsz Kit）     | 1991年10月29日 | 2014年   | 淦源     |
| 前鋒   |        |                           |                |          |          |
| --     | 香港   | 梁紫華                    |                | 2016年   | 北區     |
| --     | 香港   | 黃子俊                    | 1995年5月21日  | 2016年   | 東區     |

## 球會榮譽
| 榮譽                   | 次數        | 年度                               |
| 本 土 聯 賽            | 本 土 聯 賽 | 本 土 聯 賽                        |
| ---------------------- | ----------- | ---------------------------------- |
| 乙組聯賽（第二級）冠軍 | 2           | 1961－62年、1963－64年             |
| 乙組聯賽（第三級）冠軍 | 3           | 2015－16年、2020－21年、2024－25年 |
| 丙組聯賽 冠軍          | 1           | 2014－15年                         |
| 本 土 盃 賽            |             |                                    |
| 高級銀牌 亞軍          | 2           | 1967－68年、1972－73年             |
| 金禧盃 亞軍            | 2           | 1969－70年、1971－72年             |
| 總督盃 亞軍            | 1           | 1983－84年                         |
| 足總盃 亞軍            | 1           | 1976－77年                         |
| 會長盃(11人賽) 冠軍    | 2           | 1976－77年、1977－78年             |
| 初級銀牌 冠軍          | 1           | 1961－62年                         |

## 曾効力著名球星
- 仇志強
- 胡國雄
- 黎新祥
- 黃達財
- 曾廷輝
- 袁權韜
- 潘長旺
- 盧洪海
- 張家平
- 梁活武
- 蘇比亞（荷兰语：Wim Suurbier）
- 施路華
- 歐偉庭
- 劉利福
- 包連奴
- 翁偉國